# 安城線
安城線（アンソンせん）は、大韓民国忠清南道天安市の天安駅と京畿道安城郡（現・安城市）の安城駅を結んでいた旧鉄道庁（現韓国鉄道公社）の路線。1944年以前は安城駅から先、京畿道利川郡（現・利川市）の長湖院駅までを結んでいた。1989年1月1日までに全区間が廃止となった。

## 路線データ
- 路線距離：28.4km（長湖院駅まで営業していた当時は69.8km）
- 軌間：1435mm
- 駅数：7（長湖院駅まで営業していた当時は16）
- 複線区間：なし
- 電化区間：なし

## 歴史
- 1925年11月1日 - 私鉄の朝鮮京南鉄道により、京畿線として、天安 - 安城間が開通。
- 1927年4月16日 - 安城 - 竹山間が開通。
- 1927年9月15日 - 竹山 - 長湖院間が開通。
- 1944年11月1日 - 安城 - 長湖院間が不要不急線として休止（後に廃止）。
- 1946年5月10日 - 天安 - 安城間を以って国有化。
- 1955年9月1日 - 路線名を安城線として改称。
- 1978年10月29日 - 長項線線路の移設工事により天安駅区内の乗り場が臨時閉鎖され、新富駅を新設して旅客輸送を取扱。
- 1978年11月26日 - 天安駅まで列車の運行が再開通。
- 1982年5月1日 - 旅客営業中止を発表したが、地域交通の都合のため暫定保留。
- 1985年4月1日 - 全線にかけて旅客営業中止。笠場 - 安城間は運転休止。
- 1989年1月1日 - 貨物営業中止と天安 - 笠場間の廃止により、全区間が廃止。

※かつては長湖院駅から更に驪州郡驪州邑への延長計画があり（1924年に安城 - 驪州間の敷設許可が降りている）、水驪線に接続する予定だったが、実現しなかった。
※1977年当時は、旅客列車の運転本数は1日2往復のみだった。

## 駅一覧
| 駅名       | 駅名       | 駅名          | 駅間キロ (km) | 累計キロ (km) | 接続路線                 | 所在地         | 所在地 | 開業日         | 備考                                   |
| 日本語     | ハングル   | 英語          | 駅間キロ (km) | 累計キロ (km) | 接続路線                 | 所在地         | 所在地 | 開業日         | 備考                                   |
| ---------- | ---------- | ------------- | ------------- | ------------- | ------------------------ | -------------- | ------ | -------------- | -------------------------------------- |
| 天安駅     | 천안역     | Cheonan       | 0.0           | 0.0           | 鉄道庁：京釜本線・長項線 | 忠清南道天安市 | 東南区 |                |                                        |
| 新富駅     | 신부역     | Sinbu         | 2.4           | 2.4           |                          | 忠清南道天安市 | 東南区 | 1978年10月29日 | 臨時開業、同年11月26日に廃止           |
| 石橋駅     | 석교역     | Seokkyo       | 4.6           | 7.0           |                          | 忠清南道天安市 | 西北区 | 1925年11月1日  |                                        |
| 聖居駅     | 성거역     | Seonggeo      | 2.7           | 9.7           |                          | 忠清南道天安市 | 西北区 | 1966年4月25日  |                                        |
| 笠場駅     | 입장역     | Ipjang        | 4.4           | 14.1          |                          | 忠清南道天安市 | 東南区 | 1925年11月1日  | 1934年以降に「稷山駅」より改称         |
| 古池駅     | 고지역     | Goji          | 5.6           | 19.7          |                          | 京畿道         | 安城市 | 1925年11月1日  | 1934年以降に一時廃止、国有化後に再開業 |
| 薇陽駅     | 미양역     | Miyang        | 3.2           | 22.9          |                          | 京畿道         | 安城市 | 1925年11月1日  |                                        |
| 安城駅     | 안성역     | Anseong       | 5.5           | 28.4          |                          | 京畿道         | 安城市 | 1925年11月1日  |                                        |
| 安城邑内駅 | 안성읍내역 | Anseongeupnae | 1.2           | 29.6          |                          | 京畿道         | 安城市 | 1931年6月15日  |                                        |
| 麻田駅     | 마전역     | Majeon        | 6.8           | 36.4          |                          | 京畿道         | 安城市 | 1927年4月16日  |                                        |
| 三竹駅     | 삼죽역     | Samjuk        | 5.3           | 41.7          |                          | 京畿道         | 安城市 | 1927年4月16日  |                                        |
| 龍月駅     | 용월역     | Yongweol      | 2.9           | 44.6          |                          | 京畿道         | 安城市 | 1927年4月16日  |                                        |
| 竹山駅     | 죽산역     | Juksan        | 2.4           | 47.0          |                          | 京畿道         | 安城市 | 1927年4月16日  |                                        |
| 竹山邑内駅 | 죽산읍내역 | Juksanupnae   | 1.0           | 48.0          |                          | 京畿道         | 安城市 | 1931年6月15日  |                                        |
| 梅山駅     | 매산역     | Maesan        | 3.2           | 51.2          |                          | 京畿道         | 安城市 | 1927年9月15日  |                                        |
| 注川駅     | 주천역     | Jucheon       | 4.7           | 55.9          |                          | 京畿道         | 安城市 | 1927年9月15日  |                                        |
| 行竹駅     | 행죽역     | Haengjuk      | 3.9           | 59.8          |                          | 京畿道         | 利川市 | 1927年9月15日  |                                        |
| 大西駅     | 대서역     | Daeseo        | 3.5           | 63.3          |                          | 京畿道         | 利川市 | 1927年9月15日  |                                        |
| 長湖院駅   | 장호원역   | Janghowon     | 6.5           | 69.8          |                          | 京畿道         | 利川市 | 1927年9月15日  |                                        |

- 天安 - 安城間は1985年4月1日休止、1989年1月1日廃止。
  - 天安駅は廃止当時、忠清南道天安市に位置していた。
  - 新富駅 - 笠場駅の各駅は廃止当時、忠清南道天原郡に位置していた。
  - 古池駅 - 安城駅の各駅は廃止当時、京畿道安城郡に位置していた。
- 安城 - 長湖院間は1944年11月1日休止（後に廃止）。
  - 安城駅 - 注川駅の各駅は廃止当時、京畿道安城郡に位置していた。
  - 行竹駅 - 長湖院駅の各駅は廃止当時、京畿道利川郡に位置していた。